# Sečanica
Sečanica (cyr. Сечаница) – wieś w Serbii, w okręgu niszawskim, w mieście Nisz. W 2011 roku liczyła 768 mieszkańców.